# Frans Verelst
Franciscus (Frans) Gerardus Verelst (Boom, 23 september 1787 - aldaar, 10 november 1851) was een Belgisch molenaar en katholiek-unionistisch politicus.

## Levensloop
Verelst was molenaar en meelhandelaar te Boom. Na de Belgische omwenteling werd hij in 1830 verkozen tot gemeenteraadslid en vervolgens aangesteld tot burgemeester van deze gemeente. In 1836 werd hij tevens verkozen tot Antwerps provincieraadslid voor het kanton Kontich. In 1838 werd hij echter niet verkozen in deze functie en mocht de liberaal Jozef Tuyaerts naar de provincieraad voor het kanton.
Bij de lokale verkiezingen van 1848 behaalden de katholieken van Verelst de meerderheid, ook werden vier liberalen verkozen. Desondanks benoemde de toenmalige liberale Regering-Rogier I de advocaat Jozef Tuyaerts tot burgemeester.
In Boom is er een straat naar hem vernoemd, met name de Frans Verelststraat.